# Tayru
Tayru (tiếng Ả Rập: طيرو) là một ngôi làng ở phía tây bắc Syria, một phần hành chính của Tỉnh Tartus, nằm ở phía đông bắc Tartus và ngay phía đông thị trấn Baniyas thuộc Địa Trung Hải. Các địa phương gần đó bao gồm Bustan al-Hamam và al-Annazeh ở phía đông, al-Qadmus và Kaff al-Jaa ở phía đông nam, al-Qamsiyah, al-Baydah và Maten al-Sahel ở phía nam. Theo Cục Thống kê Trung ương Syria, Tayru có dân số 838 người trong cuộc điều tra dân số năm 2004. Cư dân của nó chủ yếu là Alawites.